# 堃岫
堃岫（こんしゅう、満洲語: ᡴᡠᠨᠰᡳᠣ　転写：kunsio）は、清末民初の政治家。満州族。清朝最後の綏遠城将軍にして、中華民国の初代綏遠将軍。字は子岩、紫岩。

## 事跡
かつては理藩部左侍郎をつとめていた。1910年（宣統2年）9月（旧暦）、ウリヤスタイ定辺左副将軍から、綏遠城将軍に任命された（正式着任は、翌年3月（旧暦））。
辛亥革命勃発後の1911年（宣統3年）、閻錫山らの山西革命軍が綏遠方面へ進軍を開始した。堃岫は、大同鎮総兵陳希義に防戦を指示すると同時に、清朝への救援派兵を要求した。しかし、すでに軍事力を喪失していた袁世凱は、この救援要請を無視した。
それでも綏遠・帰化（いわゆる「帰綏」。現在のフフホト市）の両城を守っていた堃岫は、精鋭部隊であるトゥメト旗陸軍により山西革命軍を迎撃する。両軍ともに損害が大きく、山西革命軍はこれ以上の進軍を停止して山西へ引き返した。また、帰綏や包頭の革命派については、堃岫の配下である五原同知・樊恩慶が、謀略によりこれを蜂起前に壊滅させた。
民国が成立した後も、堃岫は引き続き綏遠将軍の地位にあった。1912年（民国元年）10月まで、その任にあった。
以後、堃岫の行方は不明である。